# Heartstone
Heartstone (título original en islandés Hjartasteinn), también conocida como Heartsone: corazón de piedra es una película coming-of-age dramática de 2016, dirigida por Guðmundur Arnar Guðmundsson. El filme narra la historia de una profunda amistad entre dos preadolescentes en un pequeño pueblo pesquero de Islandia y como sus vidas se ven afectadas por la turbulencia emocional y sexual de la adolescencia.
Fue proyectada en la sección de nuevas películas del Festival Internacional de Cine de Toronto de 2016. El 9 de septiembre de 2016, Hearstone ganó el Queer Lion en la 73.ª edición del Festival Internacional de Cine de Venecia. Fue la primera película islandesa presentada en una sección competitiva del Festival de Cine de Venecia. También fue nominada al Premio de Cine del Consejo Nórdico, y ganó los Premios Edda en 2017.

## Sinopsis
La historia gira en torno a la amistad entre Thor y Christian, dos adolescentes que enfrentan los desafíos de crecer en un entorno emocionalmente complejo. A medida que el vínculo entre ellos se fortalece, Christian empieza a desarrollar sentimientos hacia Thor, él cual intenta conquistar a una chica, Beth. En un intendo de rechazo a su identidad, Christian inicia una relación con Hanna. A medida que los cuatro adolescentes pasan más tiempo juntos, los sentimientos reprimidos de Christian salen a la luz, desatando un conflicto con Thor.

## Reparto
El reparto de la película está compuesto por:
- Baldur Einarsson como Thor
- Blær Hinriksson como Christian
- Diljá Valsdóttir como Beth
- Katla Njálsdóttir como Hannah
- Søren Malling como Robert
- Nína Dögg Filippusdóttir como Summer

## Producción
La película es el primer largometraje de Guðmundur Arnar Guðmundsson, quien comenzó a trabajar en el guion en 2007. El rodaje tuvo lugar en el otoño de 2015 en Borgarfjörður eystri, Seyðisfjörður, Vopnafjörður y Dyrhólaey.

### Lanzamiento
Heartstone fue proyectada por primera vez en el Festival Internacional de Cine de Venecia de 2016 y se mostró nuevamente al público en el Festival Internacional de Cine de Toronto del mismo año. Llegó a la salas de cines el 29 de septiembre de 2017, y su edición digital se lanzó el 10 de octubre de ese año.

## Recepción
La película fue bien recibida en Islandia y ganó los Premios Edda en 2017. Tanto la historia, como la cinematografía y la actuación de los jóvenes actores recibieron elogios. En el sitio web de reseñas Rotten Tomatoes, la película tiene un índice de aprobación del 84 % basado en 25 críticas, con una calificación promedio de 6.97/10. En Metacritic, que asigna una puntuación promedio ponderada, la película obtuvo una calificación de 70 sobre 100, basada en 5 reseñas
Guy Lodge de Variety alabó las «actuaciones expresivas de [los] dos jóvenes protagonistas», sin embargo criticó el enfoque excesivo en la trama de Thor. The Hollywood Reporter afirmó que a pesar de sus defectos era una película con buenas actuaciones y con una «mirada conmovedora» de las experiencias que tanto jóvenes gay como heterosexuales viven en la adolescencia. Sarah Ward de Screen Daily elogió la trama, mas afirmó que el director tuvo problemas para encontrar el ritmo perfecto para el filme.